# 松崎陽
松崎 陽（まつざき よう、1899年（明治32年）12月29日 - 1981年（昭和56年）8月3日）は、医学博士。大日本帝国陸軍の軍医。最終階級は陸軍軍医少将、蒙古軍最高顧問。日本モンゴル協会創立発起人・会長。蒙古語文学者の先駆者としても著名。

## 略歴
東京生まれ。
慶應義塾大学医学部卒業（第3期生）。医学部では眼科を専攻し、終戦後に専門医となっている。慶大卒業後、満蒙に渡り関東軍を背景に持つ独立部隊・内蒙古軍に入隊。1935年（昭和10年）末、関東軍による「内蒙古政務委員会」の傀儡化工作を基礎に、内蒙古を中国本土から切り離して独立させ、新疆・外蒙古にまで手を広げようと狙う。
1936年（昭和11年）の末に特務機関長田中隆吉中佐のバックアップの下、徳王を首班とする内蒙古軍政府成立に尽力。華北分離工作を進展させて察哈爾省西方の綏遠に攻撃をかけた（綏遠事件）が大敗を喫した。1940年（昭和15年）蒙古政府軍医顧問に就任。満州国陸軍軍医学校で、蒙古軍軍医工作員養成の為に尽力し、軍医大佐に昇任。
同年に帰国し、陸軍第八陸軍技術研究所に入所し、所長となる。その後、陸軍軍医少将に昇任。大東亜戦争（太平洋戦争）が始まると、駐蒙軍参謀部にあって蒙古軍の最高顧問に就任した。戦局の悪化に伴い、時の首相・東條英機から松崎に対して、人体改造の遺伝子改造実験を依頼されたという。1947年（昭和22年）11月28日、公職追放仮指定を受けた。
終戦と共に蒙古研究に没頭。松崎医博は先述の通り、長年蒙古に在住した経験から、その土地や民族・文化等について深い学識と愛着を持った人物であり、往年研究してきた蒙古記の成果をまとめ、大著・『歴史上よりみたる西北ルート』を完成させた。ほかにも蒙古貿易などの研究や、蒙古学院の支援、モンゴル関係諸団体を結集させた日本モンゴル協会の創立に尽力するなどモンゴルへの支援を惜しみなく行った。
1971年（昭和46年）7月のモンゴル人民共和国での「モンゴル人民革命50周年式典」に招待され、日本モンゴル協会の理事長として皇太子と共に式典に出席。
東洋医学の研究にも熱心で、東亜医学協会会長を務めた他、眼科医としても研究に入り、日本光電工業株式会社に招かれ、慶應義塾大学病院内科医の沖野遥、同眼科医の川鳴菊夫の各博士らと共に医療研究も行った。

## 著書
- 『歴史上よりみたる西北ルート』　蒙古善隣協会　1962年
- 『内蒙古軍の成立』